# BOUND TO BREAK
『BOUND TO BREAK』（バウンド・トゥ・ブレイク）は、1987年にANTHEMがリリースした3枚目のアルバムである。

## 内容
坂本英三在籍時のラストアルバム（当時）。
再結成後もライブの定番曲となっている表題曲が収録された本作ではゲイリー・ムーアやシン・リジィ等のプロデュースを務めたクリス・タンガリーディスを迎え、制作されたアルバムである。
本作に収録されている「SHOW MUST GO ON!」と前作『TIGHTROPE』収録の「LIGHT IT UP」はOVA『デビルマン 誕生編』の挿入歌として使用されている。

## リリース変遷
本作よりLP、カセット、CDの3種のフォーマットで同時発売された。
1999年と2005年にリマスター盤、2010年にSHM-CD盤、2017年にBlu-spec CD盤がリリースされたが、どのリリース形態でもボーナス・トラックは収録されていない。

## 収録曲
特記以外全作曲：柴田直人　全編曲：クリス・タンガリーディス・ANTHEM
1. BOUND TO BREAK
作詞：柴田直人
2. EMPTY EYES
作詞：坂本英三、柴田直人
3. SHOW MUST GO ON!
作詞：坂本英三、クリス・タンガリーディス
4. ROCK'N'ROLL SURVIVOR
作詞：坂本英三
5. SOLDIERS
作詞：柴田直人
6. LIMITED LIGHTS（Instrumental）
7. MACHINE MADE DOG
作詞：坂本英三、柴田直人
8. NO MORE NIGHT
作詞：坂本英三
作曲：福田洋也
9. HEADSTRONG
作詞：坂本英三
10. FIRE'N'THE SWORD
作詞：坂本英三
作曲：福田洋也

## 参加メンバー
- 柴田直人：ベース、作詞、作曲
- 坂本英三：ボーカル、作詞
- 福田洋也：ギター、作曲
- 大内貴雅：ドラムス